# Martin H. Kennelly

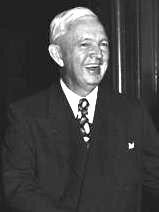
Martin H. Kennelly (1949)

Martin Henry Kennelly (* 11. August 1887 in Chicago, Illinois; † 29. November 1961 ebenda) war ein US-amerikanischer Politiker der Demokratischen Partei und Bürgermeister von Chicago.

## Leben
Der Sohn eines aus Irland stammenden und bereits 1889 verstorbenen Arbeiters in einer Verpackungsfabrik für Lebensmittel, schloss 1905 seine Schulausbildung am De La Salle Institute in Chicago ab. Während des Ersten Weltkrieges leistete er seinen Militärdienst in der US Army und verließ diese mit dem Dienstgrad eines Hauptmanns.
Am 15. April 1947 wurde er Nachfolger von Edward Joseph Kelly als Bürgermeister von Chicago. Während seiner Amtszeit erreichte die Einwohnerzahl ihren Höhepunkt 1950 mit 3,62 Millionen Einwohnern. 1951 wurde er als Bürgermeister für eine zweite vierjährige Amtsperiode wiedergewählt. Am 20. April 1955 folgte ihm Richard J. Daley im Amt des Bürgermeisters.